# Kobieta na Marsie, mężczyzna na Wenus
Kobieta na Marsie, mężczyzna na Wenus (fr. De l'autre côté du lit) – francuski film komediowy z 2008 roku w reżyserii Pascale'a Pouzadouxa. Jest to ekranizacja pierwszej powieści „Po drugiej stronie łóżka” Alix Girod de L'Ain.

## Opis fabuły
Ariane (Sophie Marceau) i Hugo (Dany Boon), choć są kochającą się parą, chcą wybrnąć z impasu, w jakim znalazł się ich związek. Aby rozwiązać konflikt o to, kto ma w życiu „lepiej”, postanawiają zamienić się na jakiś czas życiowymi rolami.

## Obsada
- Sophie Marceau jako Ariane
- Dany Boon jako Hugo
- Roland Giraud jako Nicard
- Antoine Duléry jako Maurice
- Juliette Arnaud jako Charlotte
- Béatrice Michel jako Isabelle
- Anny Duperey jako Lise
- Ninon Mauger jako Louise
- Clémot Couture jako Hector
- Flanvart Francois Vincentelli jako Nicolas
- Delphine Rivière jako Samia
- Timothé Bosch jako Kevin
- Arlène Mosca jako Goncalvo